# Andreu Fontàs
Andreu Fontàs, né le 14 novembre 1989 à Banyoles (Catalogne, Espagne) est un footballeur espagnol jouant au poste de défenseur central. Formé à La Masia, le centre de formation du FC Barcelone, il connaît brièvement l'équipe première catalane, avant d'être prêté au  RCD Majorque. Il joue plus d'une centaine de rencontres au Celta de Vigo avant de rejoindre le Sporting de Kansas City en MLS. Il est aujourd'hui retraité.

## Biographie

### En club

#### Formation au FC Barcelone
Après avoir joué avec le club de Banyoles, Andreu Fontàs rejoint La Masía, le centre de formation du FC Barcelone, en 2007.
Il débute en première division le 31 août 2009 face au Sporting de Gijón au Camp Nou en rentrant sur le terrain à la 84e minute à la place de Gerard Piqué.
Le 20 novembre 2010, Andreu Fontàs est titularisé pour la première fois lors d'un match de championnat face à Almería, match au cours duquel Fontàs donne une passe de but de plus de 50 mètres à Pedro (victoire 8 à 0). Quelques jours après, le 7 décembre 2010, il marque son premier but en Ligue des champions en ouvrant le score à la 51e minute face à Rubin Kazan au Camp Nou (victoire 2 à 0).
Le 16 mars 2011, Andreu Fontàs rejoint de façon permanente la première équipe du Barça en remplacement d'Éric Abidal opéré d'une tumeur au foie.
Le 18 octobre 2011, Fontàs prolonge son contrat avec le Barça jusqu'en 2015. Sa clause libératoire s'élève alors à 70 millions d'euros. 
Andreu Fontàs joue quelques minutes de la finale de Coupe du monde des clubs remportée par le FC Barcelone face à Santos le 18 décembre 2011.

#### En prêt au RCD Majorque
Le 15 octobre 2012, le FC Barcelone annonce que Andreu Fontàs est cédé au RCD Majorque jusqu'à la fin de la saison.

#### Celta de Vigo
Le 20 juin 2013, Fontàs est recruté par le Celta de Vigo entraîné par Luis Enrique contre un million d'euros. Le FC Barcelone inclut dans le transfert une option de rachat qu'il ne concrétise pas.

#### Sporting de Kansas City
Le 15 novembre 2022, au terme de la saison, le Sporting de Kansas City annonce que son contrat n'est pas renouvelé. Cependant, après négociations, il signe une nouvelle entente de deux ans le 2 décembre suivant.

## Statistiques
| Saison                | Club                    | Championnat           | Championnat | Championnat | Coupe(s) nationale(s) | Coupe(s) nationale(s) | Compétition(s) continentale(s) | Compétition(s) continentale(s) | Compétition(s) continentale(s) | Séries | Séries | Coupe du monde des clubs | Coupe du monde des clubs | Total | Total |
| Saison                | Club                    | Division              | M.          | B.          | M.                    | B.                    | Comp.                          | M.                             | B.                             | M.     | B.     | M.                       | B.                       | M.    | B.    |
| 2008-2009             | FC Barcelone Atlètic    | Segunda B             | 20          | 0           | 0                     | 0                     | -                              | -                              | -                              | -      | -      | -                        | -                        | 20    | 0     |
| 2009-2010             | FC Barcelone Atlètic    | Segunda B             | 27          | 1           | 0                     | 0                     | -                              | -                              | -                              | -      | -      | -                        | -                        | 27    | 1     |
| 2010-2011             | FC Barcelone B          | Liga Adelante         | 25          | 1           | 0                     | 0                     | -                              | -                              | -                              | -      | -      | -                        | -                        | 25    | 1     |
| Sous-total            | Sous-total              | Sous-total            | 72          | 2           | 0                     | 0                     | -                              | -                              | -                              | -      | -      | -                        | -                        | 72    | 2     |
| 2009-2010             | FC Barcelone            | Liga                  | 1           | 0           | 1                     | 0                     | C1                             | 0                              | 0                              | -      | -      | -                        | -                        | 2     | 0     |
| 2010-2011             | FC Barcelone            | Liga                  | 6           | 0           | 1                     | 0                     | C1                             | 1                              | 2                              | -      | -      | -                        | -                        | 8     | 2     |
| 2011-2012             | FC Barcelone            | Liga                  | 1           | 0           | 3                     | 0                     | C1                             | 1                              | 0                              | -      | -      | 1                        | 0                        | 6     | 0     |
| Sous-total            | Sous-total              | Sous-total            | 8           | 0           | 5                     | 0                     | -                              | 2                              | 1                              | 0      | 0      | 1                        | 0                        | 16    | 1     |
| 2012-2013             | RCD Majorque (prêt)     | Liga                  | 9           | 0           | 4                     | 0                     | -                              | -                              | -                              | -      | -      | -                        | -                        | 13    | 0     |
| 2013-2014             | Celta de Vigo           | Liga                  | 35          | 0           | 0                     | 0                     | -                              | -                              | -                              | -      | -      | -                        | -                        | 35    | 0     |
| 2014-2015             | Celta de Vigo           | Liga                  | 34          | 0           | 2                     | 0                     | -                              | -                              | -                              | -      | -      | -                        | -                        | 36    | 0     |
| 2015-2016             | Celta de Vigo           | Liga                  | 7           | 1           | 0                     | 0                     | -                              | -                              | -                              | -      | -      | -                        | -                        | 7     | 1     |
| 2016-2017             | Celta de Vigo           | Liga                  | 17          | 1           | 2                     | 0                     | C3                             | 8                              | 1                              | -      | -      | -                        | -                        | 27    | 2     |
| 2017-2018             | Celta de Vigo           | Liga                  | 12          | 0           | 4                     | 0                     | -                              | -                              | -                              | -      | -      | -                        | -                        | 16    | 0     |
| Sous-total            | Sous-total              | Sous-total            | 105         | 2           | 8                     | 0                     | -                              | 8                              | 1                              | -      | -      | -                        | -                        | 121   | 3     |
| 2018                  | Sporting de Kansas City | MLS                   | 2           | 0           | 0                     | 0                     | -                              | -                              | -                              | 0      | 0      | -                        | -                        | 2     | 0     |
| 2019                  | Sporting de Kansas City | MLS                   | 13          | 0           | 1                     | 0                     | LCC                            | 4                              | 0                              | -      | -      | -                        | -                        | 18    | 0     |
| 2020                  | Sporting de Kansas City | MLS                   | 3           | 1           | -                     | -                     | -                              | -                              | -                              | 0      | 0      | -                        | -                        | 3     | 1     |
| 2021                  | Sporting de Kansas City | MLS                   | 33          | 0           | -                     | -                     | -                              | -                              | -                              | 2      | 0      | -                        | -                        | 35    | 0     |
| 2022                  | Sporting de Kansas City | MLS                   | 28          | 2           | 4                     | 0                     | -                              | -                              | -                              | -      | -      | -                        | -                        | 32    | 2     |
| 2023                  | Sporting de Kansas City | MLS                   | 0           | 0           | 0                     | 0                     | -                              | -                              | -                              | -      | -      | -                        | -                        | 0     | 0     |
| Sous-total            | Sous-total              | Sous-total            | 79          | 3           | 5                     | 0                     | -                              | 4                              | 0                              | 2      | 0      | -                        | -                        | 90    | 3     |
| Total sur la carrière | Total sur la carrière   | Total sur la carrière | 273         | 7           | 22                    | 0                     | -                              | 14                             | 2                              | 2      | 0      | 1                        | 0                        | 312   | 9     |

## Palmarès
FC Barcelone
- Champion d'Espagne en 2010 et 2011
- Vainqueur de la Ligue des champions en 2011.
- Vainqueur de la Supercoupe d'Europe en 2011
- Vainqueur de la Coupe du monde des clubs en 2011
- Vainqueur de la Coupe d'Espagne en 2012
- Vainqueur de la Supercoupe d'Espagne en 2009, 2010 et 2011
- Finaliste de la Supercoupe d'Espagne en 2012

 Espagne espoir
- Médaillé d'or aux Jeux méditerranéens en 2009